# Oberschaeffolsheim
Oberschaeffolsheim (deutsch Oberschäffolsheim) ist eine französische Gemeinde mit 2592 Einwohnern (Stand 1. Januar 2021) im Département Bas-Rhin in der Europäischen Gebietskörperschaft Elsass und in der Region Grand Est. Die Ortschaft in der Agglomeration um Straßburg wird von der Route départementale D 45 passiert.

## Bevölkerungsentwicklung
| Jahr      | 1962 | 1968 | 1975 | 1982 | 1990 | 1999 | 2007 | 2013 |
| Einwohner | 1121 | 1125 | 1047 | 1700 | 2037 | 2088 | 2132 | 2244 |

Kirche St. Ulrich in Oberschaeffolsheim
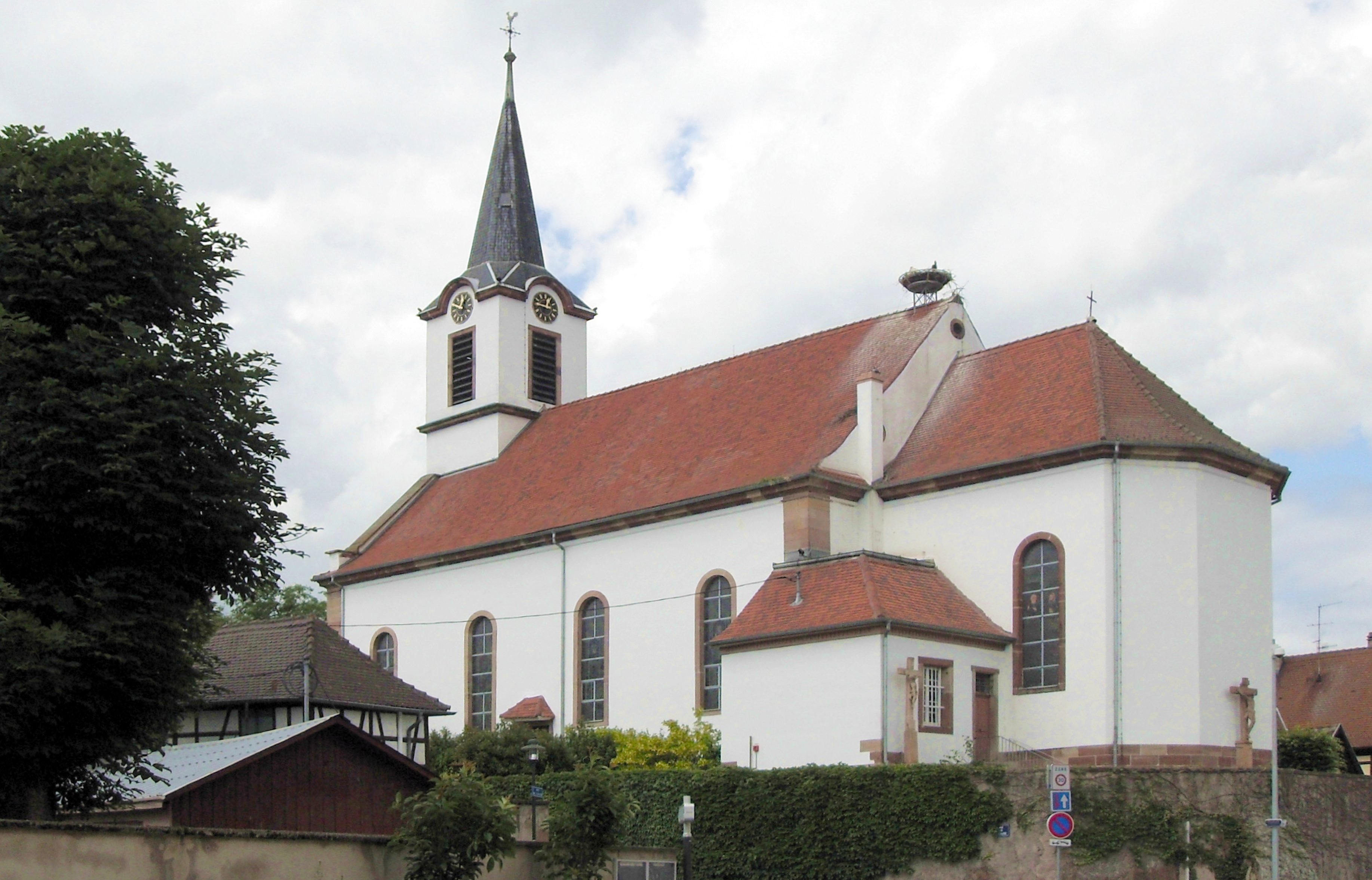
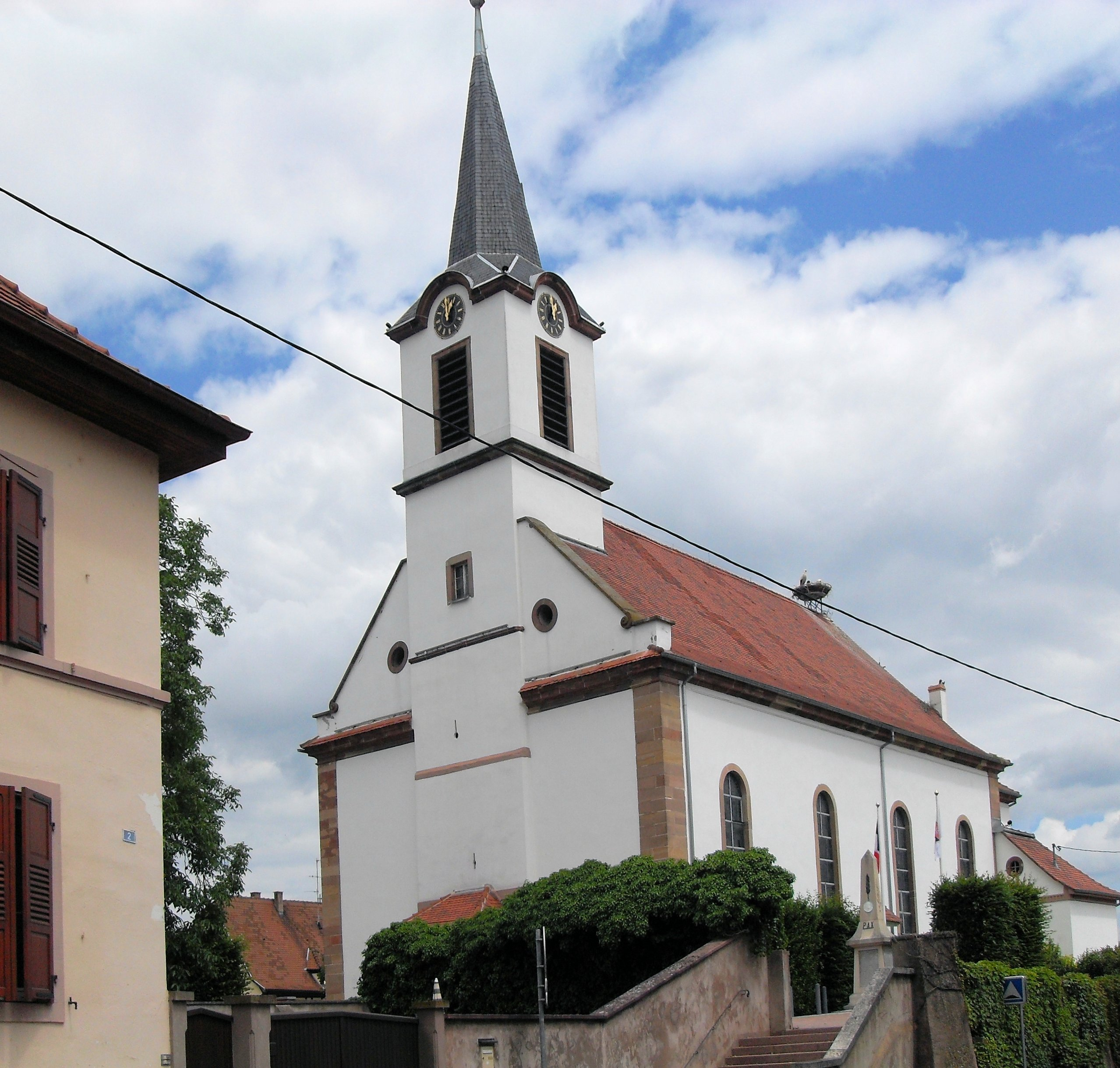